# Scherma ai Giochi della V Olimpiade - Fioretto individuale maschile
La competizione della fioretto individuale maschile di scherma ai Giochi della V Olimpiade si tenne dal 6 all'8 luglio 1912 all'Östermalms idrottsplats (comunemente abbreviato in Östermalms IP) a Stoccolma.

## Risultati

### 1º Turno
Si disputarono 16 gironi. I primi 3 accedevano al secondo turno
| Pos. | Atleta             | Nazione  | Sconfitte |
| ---- | ------------------ | -------- | --------- |
| 1    | Léon Tom           | Belgio   | 0         |
| 2    | Vilém Tvrzský      | Boemia   | 1         |
| 3    | Dezső Földes       | Ungheria | 2         |
| 4    | Dmitry Knyazhevich | Russia   | 3         |
| 4    | Andreas Suttner    | Austria  | 3         |

| Pos. | Atleta          | Nazione     | Sconfitte |
| ---- | --------------- | ----------- | --------- |
| 1    | Marcel Berré    | Belgio      | 0         |
| 2    | Marc Larimer    | Stati Uniti | 2         |
| 2    | Edgar Amphlett  | Regno Unito | 2         |
| 4    | Johann Adam     | Germania    | 3         |
| 4    | Feliks Leparsky | Russia      | 3         |

| Pos. | Atleta                | Nazione     | Sconfitte |
| ---- | --------------------- | ----------- | --------- |
| 1    | Gordon Alexander      | Regno Unito | 1         |
| 1    | Albertson Van Zo Post | Stati Uniti | 1         |
| 3    | Josef Pfeiffer        | Boemia      | 2         |
| 4    | Bertalan Dunay        | Ungheria    | 2         |
| 5    | Pavel Guvorsky        | Russia      | 4         |

| Pos. | Atleta             | Nazione     | Sconfitte |
| ---- | ------------------ | ----------- | --------- |
| 1    | Nedo Nadi          | Italia      | 0         |
| 2    | Zoltán Schenker    | Ungheria    | 1         |
| 3    | Scott Breckinridge | Stati Uniti | 3         |
| 4    | Miloš Klika        | Boemia      | 3         |
| 5    | Walter Gates       | Sudafrica   | 4         |
| 5    | Percival Davson    | Regno Unito | 4         |
| 7    | Julius Thomson     | Germania    | 6         |

| Pos. | Atleta             | Nazione     | Sconfitte |
| ---- | ------------------ | ----------- | --------- |
| 1    | Julius Lichtenfels | Germania    | 1         |
| 2    | Arthur Fagan       | Regno Unito | 2         |
| 3    | Jens Berthelsen    | Danimarca   | 3         |
| 4    | Gaston Salmon      | Belgio      | 3         |
| 4    | Graeme Hammond     | Stati Uniti | 3         |
| 6    | Gustaf Armgarth    | Svezia      | 4         |
| 7    | Vladimir Keyser    | Russia      | 5         |

| Pos. | Atleta                | Nazione     | Sconfitte |
| ---- | --------------------- | ----------- | --------- |
| 1    | Francesco Pietrasanta | Italia      | 0         |
| 2    | Fernand de Montigny   | Belgio      | 1         |
| 3    | Sotirios Notaris      | Grecia      | 2         |
| 4    | Ernest Stenson-Cooke  | Regno Unito | 4         |
| 4    | Lars Aas              | Norvegia    | 4         |
| 4    | John MacLaughlin      | Stati Uniti | 4         |
| 7    | Nikolay Goredetsky    | Russia      | 6         |

| Pos. | Atleta             | Nazione     | Sconfitte |
| ---- | ------------------ | ----------- | --------- |
| 1    | Sherman Hall       | Stati Uniti | 1         |
| 1    | Victor Willems     | Belgio      | 1         |
| 3    | Pietro Speciale    | Italia      | 2         |
| 4    | Sydney Martineau   | Regno Unito | 3         |
| 4    | Aleksandr Mordovin | Russia      | 3         |
| 6    | Birger Personne    | Svezia      | 4         |
| 6    | Hans Olsen         | Danimarca   | 4         |

| Pos. | Atleta            | Nazione     | Sconfitte |
| ---- | ----------------- | ----------- | --------- |
| 1    | Harold Rayner     | Stati Uniti | 0         |
| 2    | Béla Zulawszky    | Ungheria    | 1         |
| 3    | Adolf Davids      | Germania    | 2         |
| 4    | Ragnar Grönvall   | Svezia      | 3         |
| 5    | Vladimir Samoylov | Russia      | 4         |

| Pos. | Atleta          | Nazione     | Sconfitte |
| ---- | --------------- | ----------- | --------- |
| 1    | Edgar Seligman  | Regno Unito | 1         |
| 1    | Béla Békessy    | Ungheria    | 1         |
| 3    | Wilhelm Löffler | Germania    | 2         |
| 4    | Josef Javůrek   | Boemia      | 3         |
| 5    | Franz Dereani   | Austria     | 4         |
| 6    | Ernest Gignoux  | Stati Uniti | 5         |

| Pos. | Atleta           | Nazione     | Sconfitte |
| ---- | ---------------- | ----------- | --------- |
| 1    | Ejnar Levison    | Danimarca   | 0         |
| 2    | Pál Pajzs        | Ungheria    | 1         |
| 3    | Hermann Plaskuda | Germania    | 2         |
| 4    | Josef Puhm       | Austria     | 3         |
| 4    | William Bowman   | Stati Uniti | 3         |
| 6    | Zdeněk Vávra     | Boemia      | 5         |

| Pos. | Atleta            | Nazione   | Sconfitte |
| ---- | ----------------- | --------- | --------- |
| 1    | Ivan Osiier       | Danimarca | 0         |
| 2    | Axel Jöhncke      | Svezia    | 2         |
| 2    | Friedrich Golling | Austria   | 2         |
| 4    | Gavriil Bertrain  | Russia    | 2         |

| Pos. | Atleta                | Nazione     | Sconfitte |
| ---- | --------------------- | ----------- | --------- |
| 1    | Edoardo Alaimo        | Italia      | 0         |
| 2    | Péter Tóth            | Ungheria    | 1         |
| 3    | Vilém Goppold         | Boemia      | 2         |
| 4    | Alfred Sauer          | Stati Uniti | 3         |
| 5    | Vladimir de Sarnavsky | Russia      | 4         |
| 5    | Albert Naumann        | Germania    | 4         |

| Pos. | Atleta             | Nazione     | Sconfitte |
| ---- | ------------------ | ----------- | --------- |
| 1    | Paul Anspach       | Belgio      | 0         |
| 2    | Karl Hjorth        | Svezia      | 1         |
| 2    | Robert Montgomerie | Regno Unito | 1         |
| 4    | Leonid Martuchev   | Russia      | 3         |
| 4    | Oluf Berntsen      | Danimarca   | 3         |
| 6    | Georges von Tangen | Norvegia    | 5         |
| 6    | Reinhold Trampler  | Austria     | 5         |

| Pos. | Atleta            | Nazione     | Sconfitte |
| ---- | ----------------- | ----------- | --------- |
| 1    | Henri Anspach     | Belgio      | 1         |
| 1    | Richard Verderber | Austria     | 1         |
| 1    | Bjarne Eriksen    | Norvegia    | 1         |
| 4    | Arie de Jong      | Paesi Bassi | 3         |
| 5    | Anatoly Zhakovlev | Russia      | 4         |

| Pos. | Atleta                   | Nazione   | Sconfitte |
| ---- | ------------------------ | --------- | --------- |
| 1    | Jacques Ochs             | Belgio    | 1         |
| 1    | László Berti             | Ungheria  | 1         |
| 3    | Lauritz Christian Østrup | Danimarca | 2         |
| 4    | Heinrich Ziegler         | Germania  | 2         |
| 5    | Rudolf Cvetko            | Austria   | 3         |
| 6    | František Kříž           | Boemia    | 5         |

| Pos. | Atleta             | Nazione     | Sconfitte |
| ---- | ------------------ | ----------- | --------- |
| 1    | Fernando Cavallini | Italia      | 1         |
| 1    | Robert Hennet      | Belgio      | 1         |
| 1    | Emil Schön         | Germania    | 1         |
| 4    | George Breed       | Stati Uniti | 3         |
| 5    | Leonid Grinyov     | Russia      | 4         |
| 6    | Gunnar Böös        | Svezia      | 5         |

### 2º Turno
Si disputarono 8 gironi. I primi 3 accedevano ai gironi di semifinale.
| Pos. | Atleta             | Nazione     | Sconfitte |
| ---- | ------------------ | ----------- | --------- |
| 1    | Zoltán Schenker    | Ungheria    | 0         |
| 2    | Nedo Nadi          | Italia      | 1         |
| 3    | Julius Lichtenfels | Germania    | 1         |
| 4    | Gordon Alexander   | Regno Unito | 3         |
| 5    | Léon Tom           | Belgio      | 4         |
| 5    | Marc Larimer       | Stati Uniti | 4         |

| Pos. | Atleta                | Nazione     | Sconfitte |
| ---- | --------------------- | ----------- | --------- |
| 1    | Béla Zulawszky        | Ungheria    | 0         |
| 2    | Vilém Tvrzský         | Boemia      | 1         |
| 3    | Edgar Amphlett        | Regno Unito | 2         |
| 4    | Jens Berthelsen       | Danimarca   | 3         |
| 5    | Francesco Pietrasanta | Italia      | 4         |
| -    | Albertson Van Zo Post | Stati Uniti | DNF       |

| Pos. | Atleta             | Nazione     | Sconfitte |
| ---- | ------------------ | ----------- | --------- |
| 1    | Pietro Speciale    | Italia      | 0         |
| 2    | Edgar Seligman     | Regno Unito | 1         |
| 2    | Dezső Földes       | Ungheria    | 1         |
| 4    | Marcel Berré       | Belgio      | 3         |
| 4    | Scott Breckinridge | Stati Uniti | 3         |
| 6    | Josef Pfeiffer     | Boemia      | 5         |

| Pos. | Atleta              | Nazione     | Sconfitte |
| ---- | ------------------- | ----------- | --------- |
| 1    | Edoardo Alaimo      | Italia      | 0         |
| 1    | Béla Békessy        | Ungheria    | 0         |
| 3    | Sherman Hall        | Stati Uniti | 1         |
| 4    | Adolf Davids        | Germania    | 3         |
| 4    | Axel Jöhncke        | Svezia      | 3         |
| 4    | Fernand de Montigny | Belgio      | 3         |

| Pos. | Atleta           | Nazione     | Sconfitte |
| ---- | ---------------- | ----------- | --------- |
| 1    | Ivan Osiier      | Danimarca   | 1         |
| 1    | Péter Tóth       | Ungheria    | 1         |
| 1    | Victor Willems   | Belgio      | 1         |
| 4    | Sotirios Notaris | Grecia      | 3         |
| 4    | Wilhelm Löffler  | Germania    | 3         |
| 6    | Harold Rayner    | Stati Uniti | 4         |

| Pos. | Atleta             | Nazione     | Sconfitte |
| ---- | ------------------ | ----------- | --------- |
| 1    | Henri Anspach      | Belgio      | 1         |
| 1    | Fernando Cavallini | Italia      | 1         |
| 3    | Pál Pajzs          | Ungheria    | 2         |
| 4    | Karl Hjorth        | Svezia      | 3         |
| 5    | Arthur Fagan       | Regno Unito | 4         |
| 5    | Friedrich Golling  | Austria     | 4         |

| Pos. | Atleta                   | Nazione     | Sconfitte |
| ---- | ------------------------ | ----------- | --------- |
| 1    | Robert Hennet            | Belgio      | 1         |
| 2    | Robert Montgomerie       | Regno Unito | 2         |
| 3    | Richard Verderber        | Austria     | 2         |
| 4    | Lauritz Christian Østrup | Danimarca   | 3         |
| 4    | Vilém Goppold            | Boemia      | 3         |
| 6    | Hermann Plaskuda         | Germania    | 4         |

| Pos. | Atleta         | Nazione   | Sconfitte |
| ---- | -------------- | --------- | --------- |
| 1    | László Berti   | Ungheria  | 1         |
| 2    | Paul Anspach   | Belgio    | 2         |
| 3    | Emil Schön     | Germania  | 3         |
| 4T   | Bjarne Eriksen | Norvegia  | 3         |
| 4T   | Ejnar Levison  | Danimarca | 3         |
| 4T   | Jacques Ochs   | Belgio    | 3         |

### Semifinali
Si disputarono 4 gironi. I primi 2 accedevano al girone di finale.
| Pos. | Atleta          | Nazione     | Sconfitte |
| ---- | --------------- | ----------- | --------- |
| 1    | Edoardo Alaimo  | Italia      | 1         |
| 1    | Edgar Seligman  | Regno Unito | 1         |
| 3    | Pál Pajzs       | Ungheria    | 2         |
| 3    | Zoltán Schenker | Ungheria    | 2         |
| 5    | Robert Hennet   | Belgio      | 3         |
| 6    | Vilém Tvrzský   | Boemia      | 4         |

| Pos. | Atleta         | Nazione     | Sconfitte |
| ---- | -------------- | ----------- | --------- |
| 1    | Nedo Nadi      | Italia      | 0         |
| 2    | Béla Békessy   | Ungheria    | 1         |
| 3    | Emil Schön     | Germania    | 2         |
| 3    | Paul Anspach   | Belgio      | 2         |
| 5    | Ivan Osiier    | Danimarca   | 3         |
| -    | Edgar Amphlett | Regno Unito | DNF       |

| Pos. | Atleta             | Nazione     | Sconfitte |
| ---- | ------------------ | ----------- | --------- |
| 1    | Pietro Speciale    | Italia      | 0         |
| 2    | Robert Montgomerie | Regno Unito | 2         |
| 3    | Péter Tóth         | Ungheria    | 2         |
| 4    | Béla Zulawszky     | Ungheria    | 3         |
| 4    | Henri Anspach      | Belgio      | 3         |
| 4    | Julius Lichtenfels | Germania    | 3         |

| Pos. | Atleta             | Nazione     | Sconfitte |
| ---- | ------------------ | ----------- | --------- |
| 1    | László Berti       | Ungheria    | 0         |
| 1    | Richard Verderber  | Austria     | 0         |
| 3    | Sherman Hall       | Stati Uniti | 2         |
| 4    | Victor Willems     | Belgio      | 3         |
| -    | Dezső Földes       | Ungheria    | DNF       |
| -    | Fernando Cavallini | Italia      | DNF       |

## Girone Finale
| Pos.    | Atleta             | Nazione     | Vittorie | SF | SC | Incontri | Incontri | Incontri | Incontri | Incontri | Incontri | Incontri | Incontri |
| Pos.    | Atleta             | Nazione     | Vittorie | SF | SC | NAD      | SPE      | VER      | BER!     | ALA      | SEL      | BEK      | MON      |
| ------- | ------------------ | ----------- | -------- | -- | -- | -------- | -------- | -------- | -------- | -------- | -------- | -------- | -------- |
| Oro     | Nedo Nadi          | Italia      | 7        | 35 | 8  | =        | V        | V        | V        | V        | V        | V        | V        |
| Argento | Pietro Speciale    | Italia      | 5        | 29 | 24 | S        | =        | V        | V        | S        | V        | V        | V        |
| Bronzo  | Richard Verderber  | Austria     | 4        | 27 | 25 | S        | S        | =        | S        | V        | V        | V        | V        |
| 4       | László Berti       | Ungheria    | 4        | 23 | 25 | S        | S        | V        | =        | V        | S        | V        | V        |
| 5       | Edoardo Alaimo     | Italia      | 4        | 27 | 26 | S        | V        | S        | S        | =        | V        | V        | V        |
| 6       | Edgar Seligman     | Regno Unito | 3        | 23 | 29 | S        | S        | S        | V        | S        | =        | V        | V        |
| 7       | Béla Békessy       | Ungheria    | 1        | 20 | 34 | S        | S        | S        | S        | S        | S        | =        | V        |
| 8       | Robert Montgomerie | Regno Unito | 0        | 22 | 35 | S        | S        | S        | S        | S        | S        | S        | =        |